# Сент-Джон Сі-Догс
«Сент-Джон Сі-Догс» (англ. Saint John Sea Dogs) — канадійський молодіжний хокейний клуб, що представляє місто Сент-Джон, штат Нью-Брансвік. Команда виступає у морському дивізіоні QMJHL. Домашнім майданчиком колективу є Гарбор-стейшн, котрий під час проведення хокейного поєдинку здатен вмістити понад 6 тис. уболівальників.

## Історія
Після того, як 2003 року припинила своє існування команда «Сент-Джон Флеймс», котра виступала в АХЛ, місто залишилось без хокейного клубу. Тож на заміну була створена команда «Сі-Догс», яка з сезону 2005-06 років виступає в Квебецькій лізі.
За дев'ять років команда тричі грала у фіналі ліги в двох з яких перемогла, здобувши головний трофей змагань. Це дозволило «Сі-Догс» позмагатися за звання найсильнішого молодіжного клубу країни. У 2011 році клуб став першим представником атлантичних провінцій Канади, котрому вдалося виграти Меморіальний кубок. У 2012 «Сент-Джон» вдруге боровся за цей трофей, однак зупинився на стадії півфіналу.

## Результати по сезонах
Скорочення: І = Ігри, В = Виграші, ПО = Поразки не в основний час гри, П = Поразки, ГЗ = Голів забито, ГП = Голів пропущено, О = Очки
| Сезон     | Ліга  | І  | В  | ПО | П  | ГЗ  | ГП  | О   | Місце     | Плей-оф               |
| 2005-2006 | ГЮХЛК | 70 | 15 | 8  | 47 | 174 | 325 | 38  | 17-е з 18 |                       |
| 2006-2007 | ГЮХЛК | 70 | 20 | 3  | 47 | 209 | 337 | 43  | 18-е з 18 |                       |
| 2007-2008 | ГЮХЛК | 70 | 41 | 7  | 22 | 265 | 238 | 89  | 4-е з 18  | Програш в 3-му раунді |
| 2008-2009 | ГЮХЛК | 68 | 34 | 4  | 30 | 222 | 232 | 72  | 9-е з 18  | Програш у 1-му раунді |
| 2009-2010 | ГЮХЛК | 68 | 53 | 3  | 12 | 309 | 187 | 109 | 1-е з 18  | Програш у фіналі      |
| 2010-2011 | ГЮХЛК | 68 | 58 | 3  | 7  | 324 | 165 | 119 | 1-е з 18  | Чемпіони              |
| 2011-2012 | ГЮХЛК | 68 | 50 | 3  | 15 | 298 | 180 | 103 | 1-е з 18  | Чемпіони              |
| 2012-2013 | ГЮХЛК | 68 | 23 | 1  | 44 | 173 | 271 | 47  | 16-е з 18 | Програш у 1-му раунді |
| 2013-2014 | ГЮХЛК | 68 | 19 | 5  | 44 | 165 | 255 | 43  | 17-е з 18 |                       |
| 2014-2015 | ГЮХЛК | 68 | 32 | 10 | 26 | 237 | 241 | 74  | 10-е з 18 | Програш у 1-му раунді |

### Найкращі бомбардири
| Найбільша кількість: | Найбільша кількість: | Найбільша кількість: | Найбільша кількість: | Найбільша кількість: | Найбільша кількість: | Найбільша кількість: | Найбільша кількість: | Найбільша кількість: | Найбільша кількість: |
| Матчів               | Матчів               | Голів                | Голів                | Результативних пасів | Результативних пасів | Очок                 | Очок                 | Штрафних хвилин      | Штрафних хвилин      |
| -------------------- | -------------------- | -------------------- | -------------------- | -------------------- | -------------------- | -------------------- | -------------------- | -------------------- | -------------------- |
| Майк Томас           | 288                  | Майкл Кіркпатрік     | 108                  | Джонатан Юбердо      | 153                  | Джонатан Юбердо      | 257                  | Майк Томас           | 470                  |
| Кевін Ганьє          | 269                  | Джонатан Юбердо      | 104                  | Майкл Кіркпатрік     | 143                  | Майкл Кіркпатрік     | 251                  | Бретт Галант         | 439                  |
| Майкл Кіркпатрік     | 266                  | Томаш Юрчо           | 87                   | Зак Філліпс          | 135                  | Зак Філліпс          | 219                  | Алекс Грант          | 313                  |
| Стівен Маккоулі      | 255                  | Зак Філліпс          | 84                   | Райан Сперлінг       | 134                  | Райан Сперлінг       | 217                  | Ян Сове              | 296                  |
| Ян Сове              | 251                  | Райан Сперлінг       | 83                   | Крістофер ДіДоменіко | 129                  | Крістофер ДіДоменіко | 204                  | Олівер Купер         | 275                  |